# 1986年法國立法選舉
1986年法國立法選舉在1986年3月14日舉行，選舉法蘭西第五共和國的第八屆國民議會成員。和法蘭西第五共和國其他立法選舉不同，這次選舉採用了名單比例代表制。雖然法國社會黨維持了其最大政黨地位，但議席數大幅減少。兩個右派政黨保衛共和聯盟和法國民主聯盟得以組閣。民族陣線在這次選舉中首次進入國民議會。